# Constant Martens

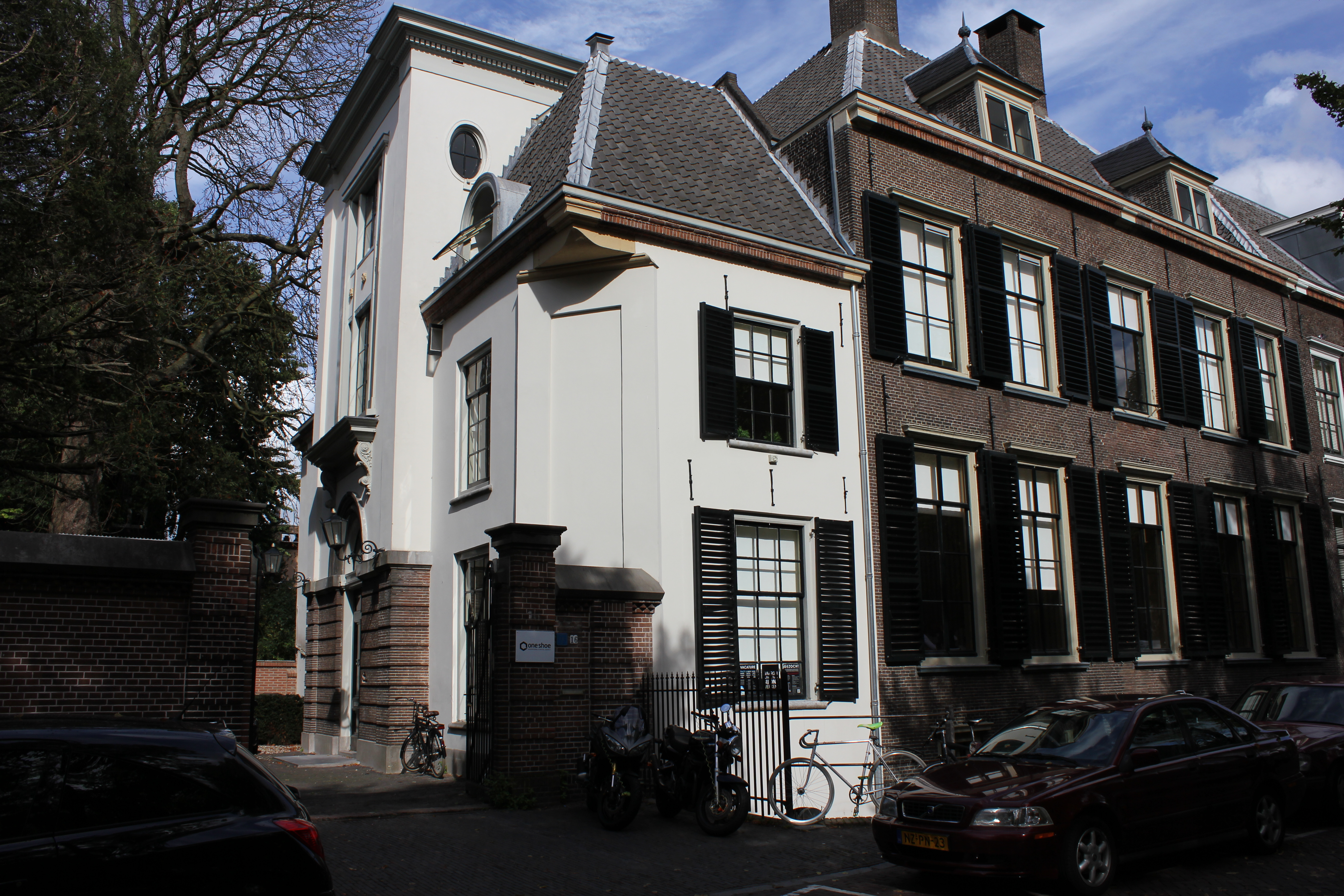
Martenshuis

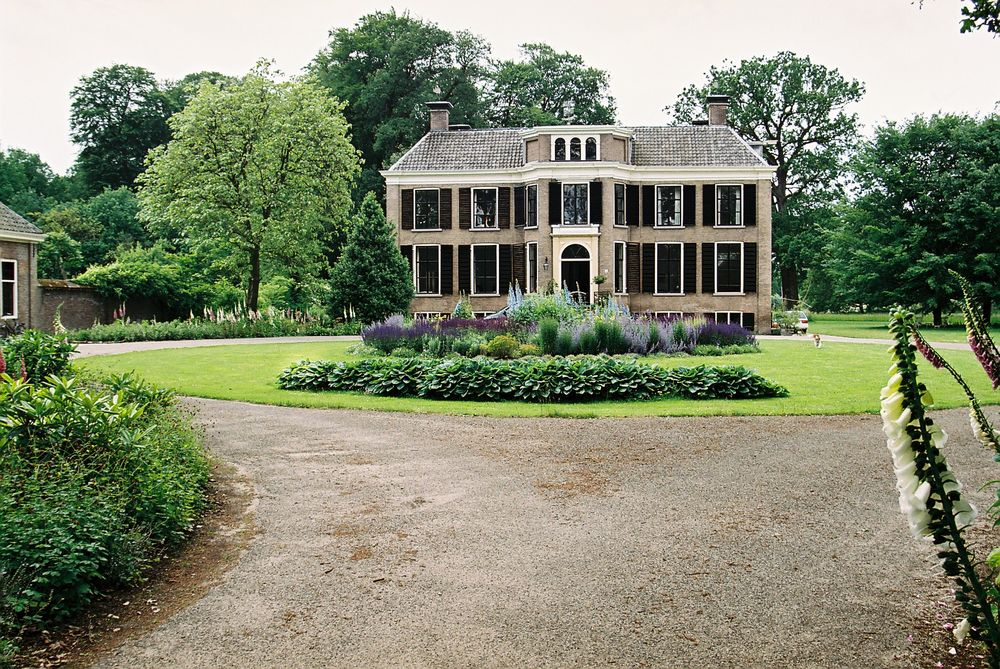
Huis Velhorst

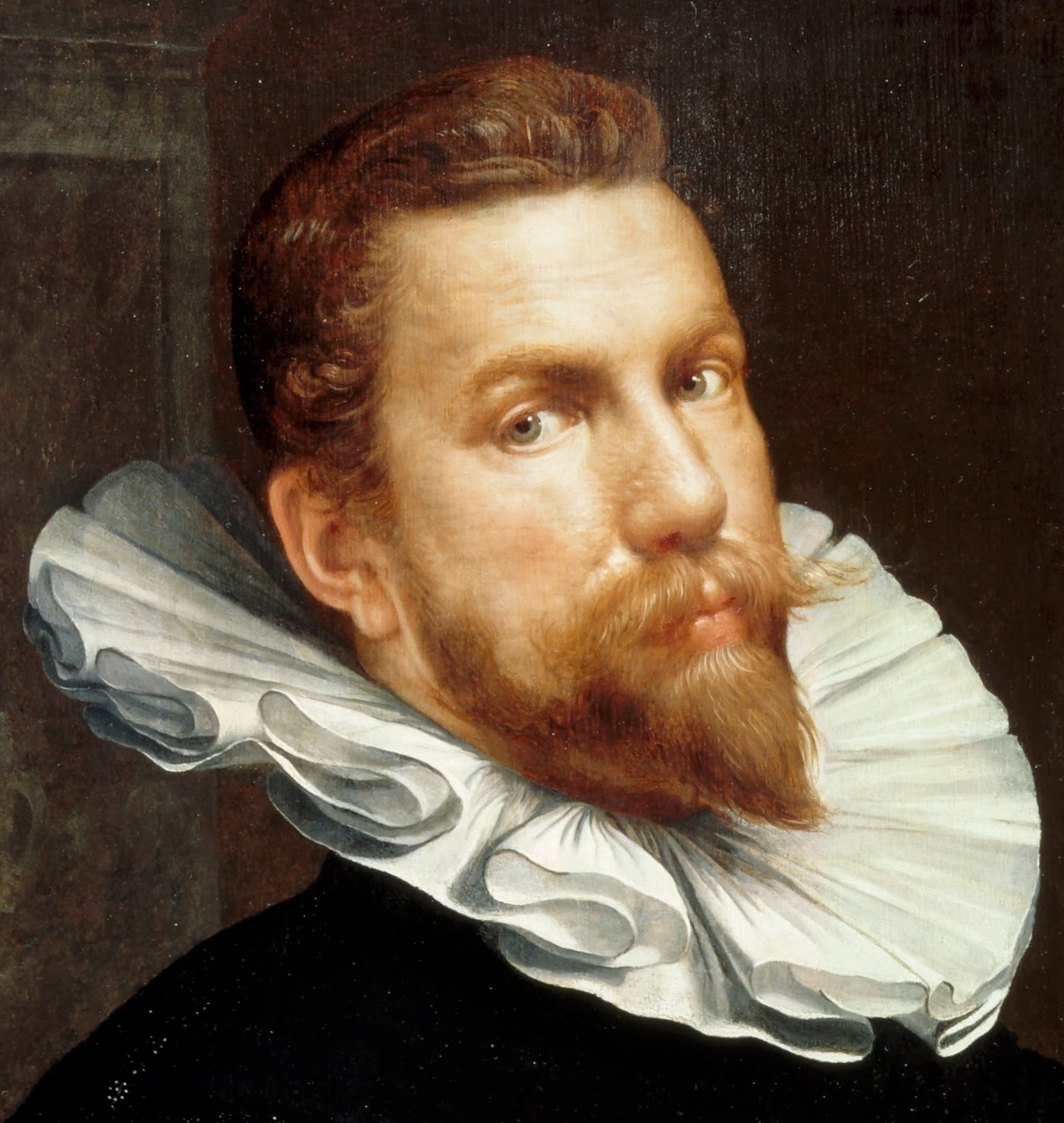
Zelfportret door Joachim Wtewael

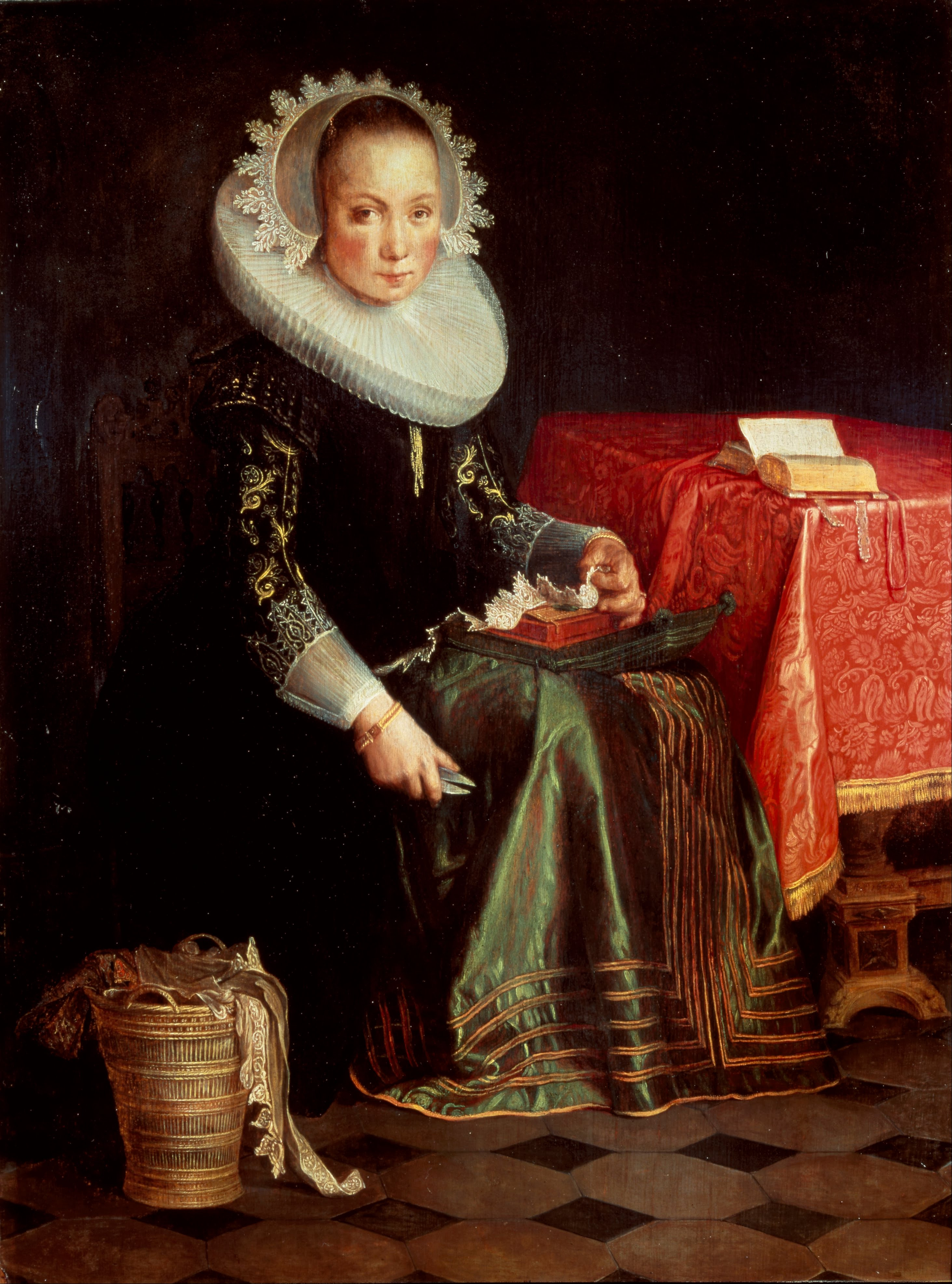
Portret van Eva Wtewael door Joachim Wtewael (met tafel uit het bezit van de schilder)

Jhr. Jacob Constantijn (Constant) Martens (Zutphen, 29 oktober 1889 – Utrecht, 31 oktober 1972) was de laatste telg van het geslacht Martens en legataris van onder andere de kunstcollectie van zijn geslacht.

## Biografie
Martens was een zoon van rechter jhr. mr. Jan Hendrik Jacob Constantijn Martens, heer van Sevenhoven (1850-1923) en Adèle Antoinetta barones Collot d'Escury (1853-1916), lid van de familie Collot d'Escury. Hij volgde het gymnasium in zijn geboorteplaats en studeerde daarna rechten in Utrecht waar hij zijn kandidaats haalde. Hij was met zijn broers en zussen erfgenaam en bewoner van het Martenshuis te Utrecht en huis Velhorst in Lochem.
In het Martenshuis bevond zich van oudsher een serie familieportretten. Tot die laatste behoorden een zelfportret van Joachim Wtewael (1566-1638) en de portretten die de laatste maakte van zijn vrouw en kinderen. Zo staat zijn dochter Eva Wtewael (1607-1635) afgebeeld naast een tafel die vererfde van de schilder op Constant Martens. Die vererving vond plaats via een kleindochter van de kunstschilder, Aletta Pater (1641-1725), die in 1663 trouwde met Jacob Martens (1636-1693), directe voorvader van Constant Martens; Pater had het Martenshuis laten bouwen dat sindsdien in de familie is gebleven. In het familiebezit bevond zich eveneens nog een kabinetkast uit het bezit van Joachim Wtewael.
Martens was als laatste van zijn geslacht ook erfgenaam van zijn vier broers en zussen die hij allen overleefde. Zijn broer en rijksarchivaris jhr. mr. Anthony Henrik Martens (1880-1952) had zich al ingespannen om onder andere het familiearchief onder te brengen in een openbare collectie, namelijk het Utrechts Archief. De familieportretten en bijvoorbeeld de genoemde meubelstukken van Wtewael werden door Constant Martens gelegateerd aan het Centraal Museum.
Martens legateerde voorts het Martenshuis aan de Vereniging Hendrick de Keyser en huis Velhorst aan de Vereniging tot Behoud van Natuurmonumenten in Nederland.

## Trivia
Op de eerste solotentoonstelling in 2015 gewijd aan het werk van Joachim Wtewael werden zowel de familieportretten als de bijbehorende meubelstukken bij elkaar tentoongesteld.